# Golfo di Babuškin
Il golfo di Babuškin (in russo Залив Бабушкина, zaliv Babuškina?) è una insenatura della costa settentrionale del mare di Ochotsk, in Russia. Appartiene all'Ol'skij rajon, nell'oblast' di Magadan (Circondario federale dell'Estremo Oriente).
Il golfo porta il nome del pilota polare Michail Sergeevič Babuškin (Михаил Сергеевич Бабушкин, 1893-1938).

## Geografia
Il golfo si trova tra la penisola di Koni, a ovest, e la penisola P'jagina, a est; è delimitato da capo Babuškin (мыс Бабушкина) che si trova sulla penisola P'jagina, a est. Il golfo si estende nel continente per circa 30 chilometri, all'ingresso ha una larghezza di circa 70 km. La profondità è di 50-88 m. Da ottobre a maggio è coperto di ghiaccio. Sulla costa nord-orientale del golfo c'è una baia poco profonda, la baia Šchiperovo (бухта Шхиперово). 

### Fauna
Uccelli rari come il gambecchio nano, il corriere della Mongolia (Charadrius mongolus pallas) e l'urietta di Kittliz nidificano sulle alte rive rocciose della baia.